# Lanolepta fulva
Lanolepta fulva là một loài bọ cánh cứng trong họ Chrysomelidae. Loài này được Kimoto miêu tả khoa học năm 1991.